# Abbeville (Franciaország)
Abbeville település Franciaországban, Somme megyében. Lakosainak száma 22 406 fő (2022. január 1.). Abbeville Buigny-Saint-Maclou, Yonval, Cambron, Caours, Drucat, Épagne-Épagnette, Grand-Laviers, Mareuil-Caubert és Vauchelles-les-Quesnoy községekkel határos.

## Népesség
A település népességének változása:
| Lakosok száma | 20 380 | 25 398 | 25 787 | 24 052 | 23 821 | 23 559 | 23 867 | 22 837 | 22 895 | 22 406 |
|               | 1907   | 1975   | 1990   | 2006   | 2013   | 2014   | 2016   | 2018   | 2020   | 2022   |